# Patricia Pizzurno
Patricia Pizzurno Gelós de Araúz (nacida en Montevideo, Uruguay; 28 de julio de 1954) es una historiadora nacida en Uruguay, pero nacionalizada panameña. Sus principales obras se centran en la historia de Panamá.
Se graduó de Licenciada en Ciencias Históricas en la Universidad de Uruguay y posteriormente se tituló como Doctora en Historia de América por la Universidad de Valladolid, España. Se casó con el historiador panameño Celestino Araúz, quien conoció cuando eran estudiantes de doctorado. Posteriormente se radicó en Panamá a mediados de la década de 1980 y se nacionalizó.
Ha sido profesora del Departamento de Historia de la Universidad de Panamá y directora de los Archivos Nacionales de Panamá. 
Sus principales obras son: La separación de Panamá de Colombia y el surgimiento de la República, Panamá en la Guerra de los Mil Días, La modernización del Estado panameño bajo la administración de Belisario Porras y Arnulfo Arias Madrid (coautora con María Rosa de Muñoz), El Panamá hispano, El Panamá colombiano y el Panamá republicano (coautora con Celestino Araúz), Memoria e imaginario de identidad y raza en Panamá, siglos XIX y XX (ganador del Premio Ricardo Miró 2010 en la categoría ensayo).